# Парк имени 28 гвардейцев-панфиловцев
Парк имени 28 гвардейцев-панфиловцев (каз. 28 гвардияшыл-панфиловшылар атындағы паркі) — городской парк, расположенный в Медеуском районе Алма-Аты на территории около 18 га. Ограничен улицами Кунаева, Гоголя, Зенкова, Казыбек би. Заложен в 1872 году садовником В. Крештопенко как Городской сад. Основные породы деревьев: карагач, дуб, липа, осина, клён, тополь, сосна, ель. В комплексе с окружающими зданиями является одним из живописнейших градостроительных ансамблей города. Парк является памятником истории, архитектуры и садово-паркового искусства (постановление Совета Министров Республики Казахстан № 1182 от 25 ноября 1993 года включён в состав Алматинского государственного историко-архитектурного и мемориального заповедника).

## История

Первый городской голова Верного П. М. Зенков

Парк заложен в годы строительства Верного на месте станичного кладбища (в 1921 году кладбище уничтожено селевым потоком). Сохранились могилы семьи Колпаковских, дочери Леониллы Колпаковской (захоронение 1860 года) и внука Владимира Базилевского (1882 года; восстановлено надгробие в 2011 году). Братская могила в память жертв землетрясения 28 мая 1887 года также утрачена. Старокладбищенский парк позже был соединён с Соборным и получил название Городской сад. В 1885 году в парке были устроены павильоны и беседки, буфет, где продавали мороженое, фрукты и чай. Распитие спиртных напитков в парке запрещалось. Также под запретом была езда по парку на лошадях. 
В регулярной разбивке сада принимал участие П. М. Зенков.
Название парка регулярно менялось: в 1899 году в связи с 100-летием со дня рождения А. С. Пушкина парк получил название «Пушкинский сад», в 1919 году — Парк павших борцов за свободу, в связи с захоронением здесь Т. Утепова, Ж. Барибаева, Б. Умбетбаева, А. Березовского, К. Овчарова и других героев Советского Семиречья, затем именовался «местный парк имени Ленина», с запрещением городских захоронений, до 1927 года именовался по-разному: «сад Губкомпомарма» (1925), «общественный парк 1 мая».
В 1910 году в Пушкинском саду был установлен бюст губернатора Верного Герасима Колпаковского. Его расположили в южной части сквера, недалеко от канцелярии генерал-губернатора. В дальнейшем планировалось установление полноценного памятника, однако этому помешала Первая мировая война. После Октябрьской революции советская власть разрушила стоявший парке памятник царю и бюст первого губернатора Верного.
16 сентября 1918 года карательный отряд Ивана Мамонтова, отозванного с Семиреченского фронта, увёз епископа Семиреченского и Верненского Пимена (Белоликова) из его дома в Верном в рощу Баума, где убил его. Тело было глубокой ночью тайно погребено верующими в Пушкинском саду справа от семейного склепа Семиреченского генерал-губернатора Г. А. Колпаковского

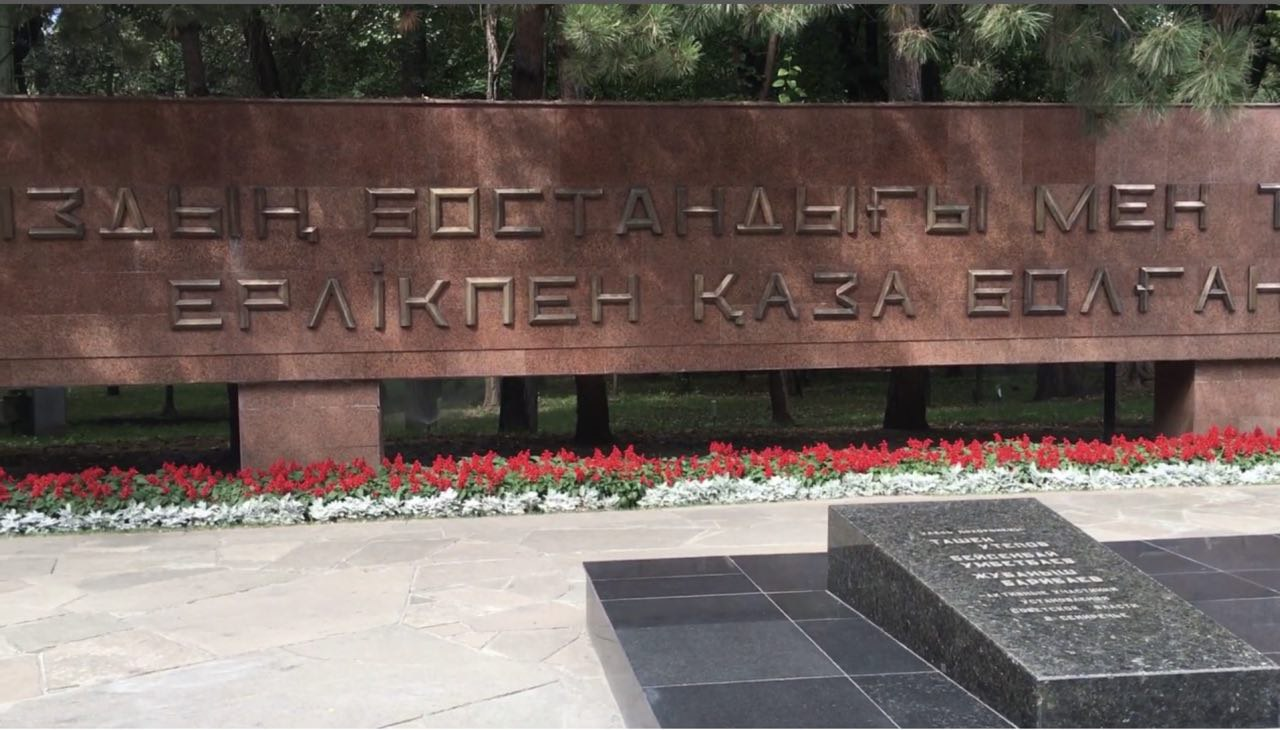
Братская могила в парке 28 гвардейцев-панфиловцев город Алма-Ата

В 1927 году, в период преобразования Алма-Аты в столицу Советского Казахстана, парк получил название парк «Федерации советских республик». В 1942 году парк назвали в честь 28 гвардейцев-панфиловцев в память подвига, совершённого в годы Великой Отечественной войны при обороне Москвы бойцами 1075 полка 316-й стрелковой дивизии.
Установленные на Аллее памяти обелиски с именами 28 героев-панфиловцев, выстоявших в битве с многократно превосходящими силами немцев, являются местом почитания подвига героев. Аллея примыкает к Мемориальному комплексу Воинской славы и Вечному огню, куда в День Победы и другие дни жители и гости Алматы приносят цветы в знак почтения и скорби по погибшим в Великой Отечественной войне 1941-1945 годов. 
В 1904—1906 годах на территории парка возвели кафедральный собор (прежде названный Туркестанским Софийским собором, впоследствии переименован в Вознесенский кафедральный собор), здание Епархиального народного дома. 
В 1913 году на восточной алее парка, за алтарем собора, примерно там, где ныне располагается мемориал Воинской славы, был установлен бронзовый бюст - памятник императору Александру II, как самодержцу российскому и основателю Семиреченского казачьего войска. 
В том же году в парке провели сельскохозяйственную и промышленную выставку к 300-летию Дома Романовых. Архитектурно-строительная часть была организована военным инженером Андреем Павловичем Зенковым. На территории в 16 десятин восточной части были возведены в разных архитектурных стилях 28 казённых и 15 частных павильонов. Главная аллея парка вдоль проспекта Колпаковского украсилась юртами, где разместилось всё многообразие казахского национального искусства, быта и промыслов. Близлежащие здания — Собор, городская дума и кинотеатр «XX век» — были снабжены первым электричеством, что повлияло на образ «городского сада».
В годы Советской власти парк неоднократно реконструировали: в 1934 году — в связи с закрытием проезда по улице Ленина, в 1957 году — с установлением памятника на братской могиле, в 1975 году — с сооружением Мемориала Славы.
В 1982 году был составлен список памятников истории и культуры Казахстана республиканского значения, в который попали три объекта, расположенные в парке имени 28 гвардейцев-панфиловцев, — здание музея народных инструментов, Вознесенский собор и Мемориал Славы.

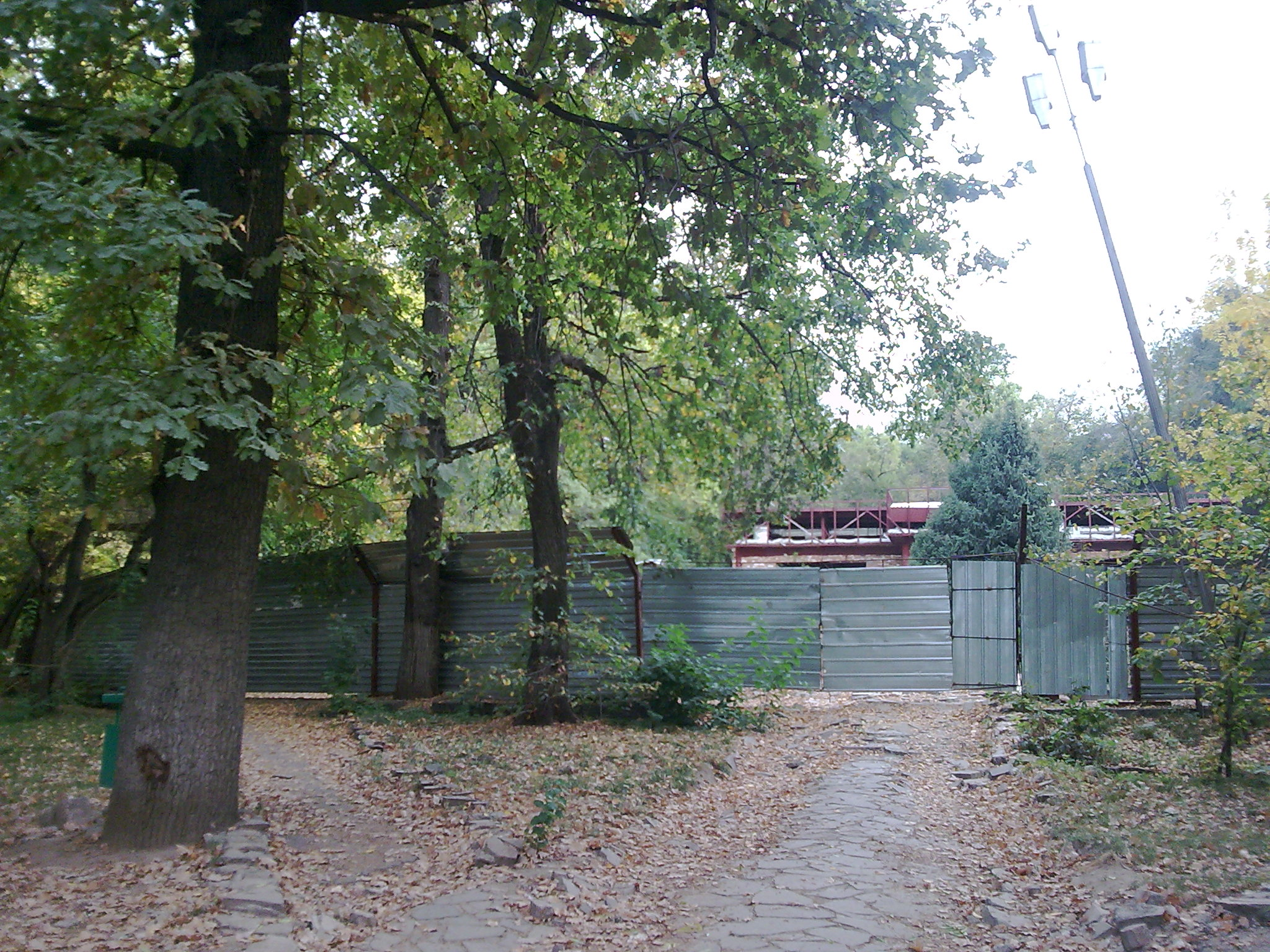
Незаконное строительство в парке имени 28 гвардейцев-панфиловцев. Фото 4.10.2013 года
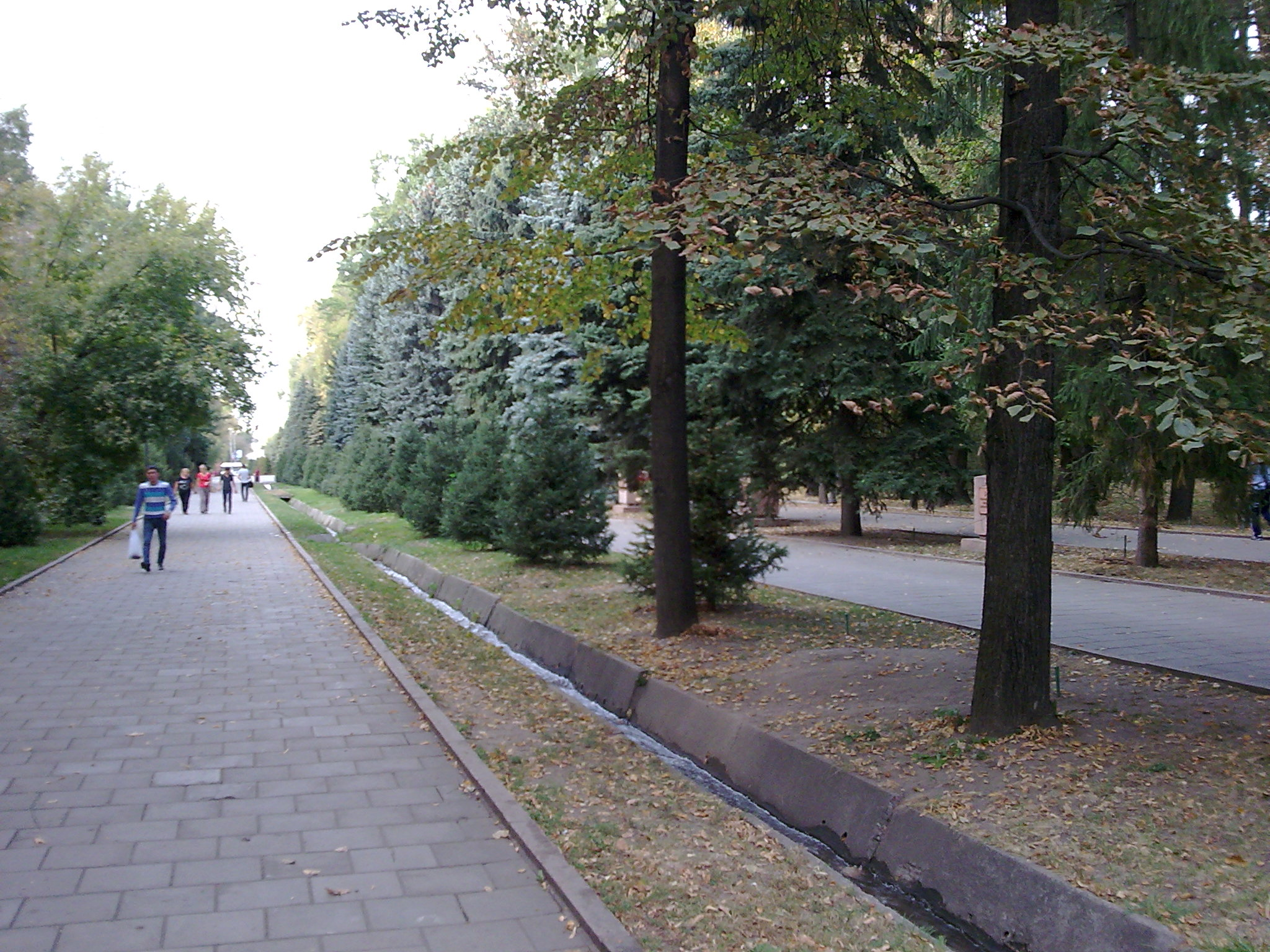
Раньше в парке имени 28 гвардейцев-панфиловцев вдоль этой разделительной аллеи, росли липы, однако их вырубили в 2013 году с целью замены на ели. В итоге были вырублены все липы, и посажены ели. Как напоминание о былой липовой аллее осталось два дерева липы.
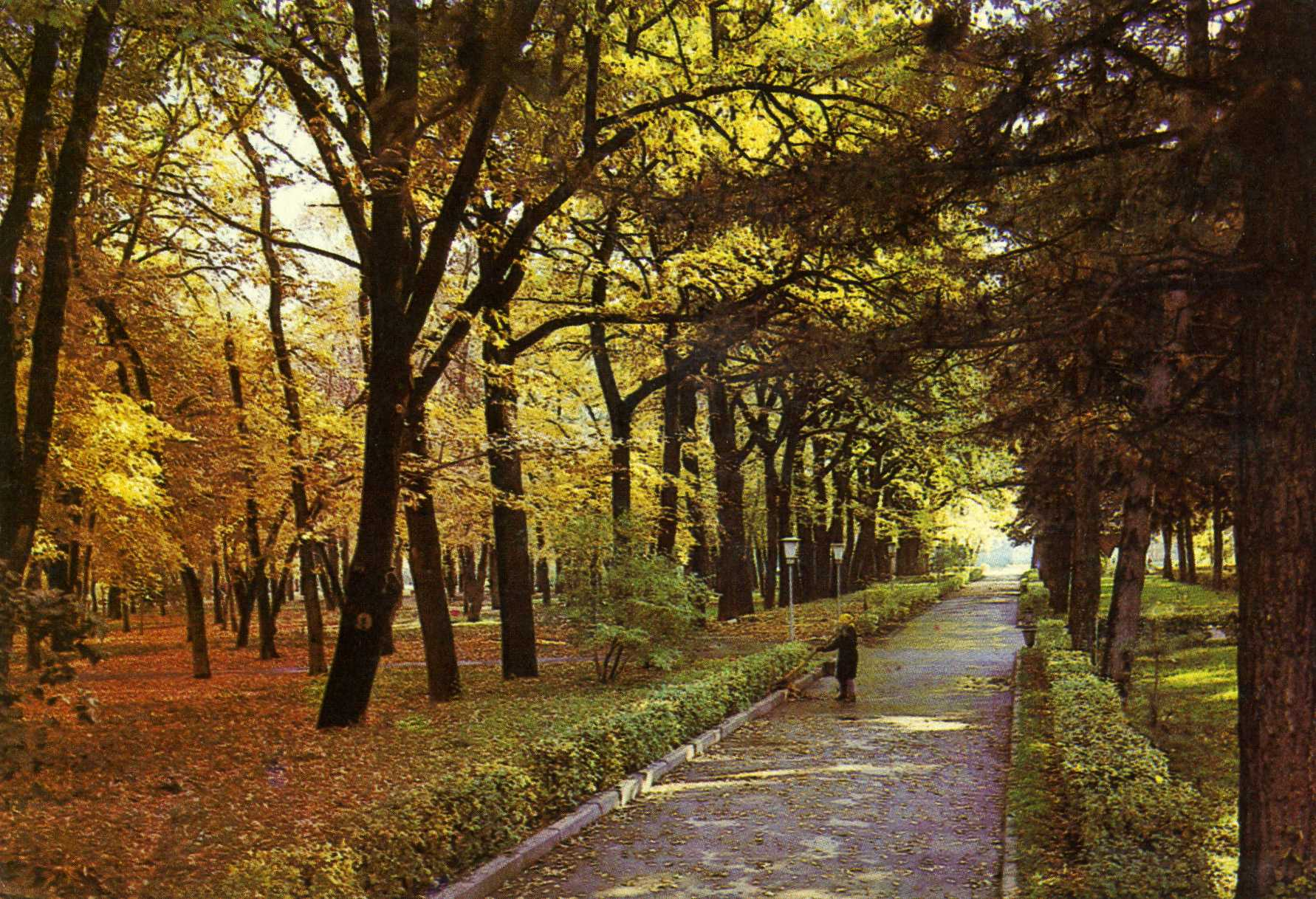
Парк имени 28 гвардейцев-панфиловцев, осень 1982 года.

В 1993 году Парк имени 28 гвардейцев-панфиловцев включён в состав Алматинского государственного историко-архитектурного и мемориального заповедника, согласно постановлению Совета Министров Республики Казахстан № 1182 от 25 ноября 1993 года. Является памятником истории, архитектуры и садово-паркового искусства. Согласно постановлению на территории парка запрещено новое строительство.
С 1997 года согласно Постановлению Правительства «Алматинский государственный историко-культурный и мемориальный заповедник (объекты входящие в него, включая парк)» не подлежит приватизации.
10 декабря 2010 года в парке состоялась торжественная церемония открытия памятника Герою Советского Союза, писателю Бауыржану Момыш-улы. Авторы монумента — казахстанские скульпторы Нурлан Далбай и Расул Сатыбалдиев. В церемонии приняли участие заместитель акима города Алма-Аты Серик Сейдуманов, сын героя Бахытжан Момышулы, учёные, общественно-политические деятели, соратники, родные и друзья семьи.

## Застройка парка, вырубка и угроза утраты
С середины 2000-х годов на территории парке им. 28 гвардейцев-панфиловцев происходит грубое нарушение законодательства об охране историко-культурного наследия и постановления Совета Министров Республики Казахстан № 1182 от 25 ноября 1993 года. Не прекращается распродажа государственных земельных участков и строительство кафе-ресторанов и других объектов наносящих вред историческому облику и ландшафту парка.
В 2006 году во время руководства городом акима Имангали Тасмагамбетова, были проданы в частную собственность открытый парковый декоративный бассейн (пруд) и муниципальная земля парка площадью 0,1491 гектара. Для строительства ресторана на месте бассейна было выдано разрешение на реконструкцию несуществующего фонтана и летнего кафе со сносом старого. В 2017 году ресторан был построен, зданию присвоен адрес ул. Казыбек би, 43.
В 2016 году во время руководства городом акима Бауыржана Байбека, в нижней части территории парка была передана в частную аренду государственная парковая земля. На арендуемом участке был построен кафе-ресторан Vizir, зданию присвоен адрес ул. Гоголя, 40Б. 
При этом же градоначальнике в верхней части территории парка был продан принадлежащий государству общественный подземный туалет. Туалет снесли, построив на его месте четвертый по счету кафе-ресторан, зданию присвоен адрес ул. Казыбек би, 43Б.
В 2017 году акимат г. Алматы заказал строительные работы по преобразованию улицы Гоголя с охватом парка им. 28 панфиловцев. По проекту автора, израильского дизайнера Романа Шнайдермана планировали снести историческое художественное чугунное ограждение парка и построить на территории многочисленные дорожки со стороны улиц Гоголя, Кунаева и Казыбек би. Недовольным начатыми работами общественникам и экологам удалось сформировать мнение, которое заставило администрацию города скорректировать проект. Акимат отказался от сноса чугунной ограды и строительства дорожек со стороны улиц Кунаева и Казыбек би. Со стороны улицы Гоголя были построены три новые дорожки, снесен плодородный слой почвы и травяной покров парка, нанесен экологический ущерб парку и его историческому облику.
Спустя два года, в июле 2020 года акимат г. Алматы вновь приступил к реконструкции парка им. 28 панфиловцев за счет средств республиканского бюджета по проекту того же автора, дизайнера Романа Шнайдермана. На одном из участков парка были вырублены деревья, снесён плодородный слой почвы и растительный травяной покров и выкопан котлован глубиной трехэтажный дом - под резервуар для воды. Жителей, общественников и экологов возмутило незаконное строительство резервуара. Они обратились к градоначальнику с требованием отказаться от строительства и закопать котлован. В обращении жители указали, что возведение резервуара незаконно и противоречит действующему законодательству РК об охране парка как историко-культурного объекта. Они также аргументированно отметили, что многие годы полив в парке осуществляется посредством арычной оросительной системы и необходимости строить резервуар нет. Но аким города заявил, что строительство резервуара в парке будет продолжено. 
С 2012 года в парке происходит ежегодная вырубка здоровых деревьев и вандализм под предлогом санитарных работ.
В начале 2013 года была вырублена здоровая лиственная аллея ради посадки на ней Тянь-Шанских елей.

## Реконструкция
В 2005 году была проведена реконструкция Парка имени 28 гвардейцев-панфиловцев без изменения его существующей планировки, строго учитывающая его охранный статус как памятника садово-паркового искусства и установленной на всей территории охранной зоны, зоны охраняемого ландшафта. В ходе реконструкции были обновлено освещение и тротуарное покрытие существующих тротуаров и площадей парка. 
В 2010 году была проведена реконструкция Парка имени 28 гвардейцев-панфиловцев: обновлены лотки оросительных арыков полива зеленых насаждений парка, реконструирован поливочный водопровод полива растительного травяного покрова, обновлено парковое освещение.
В 2012 году капитально отреставрирован Мемориал Славы.
В 2015 году реконструировано и обновлено плиточное тротуарное покрытие существующих аллей и площади перед Домом Армии.
В 2017 году реконструировано 90% парка, обновлено асфальтовое покрытие на существующих тротуарах и площадях у Вознесенского собора.

## Здания

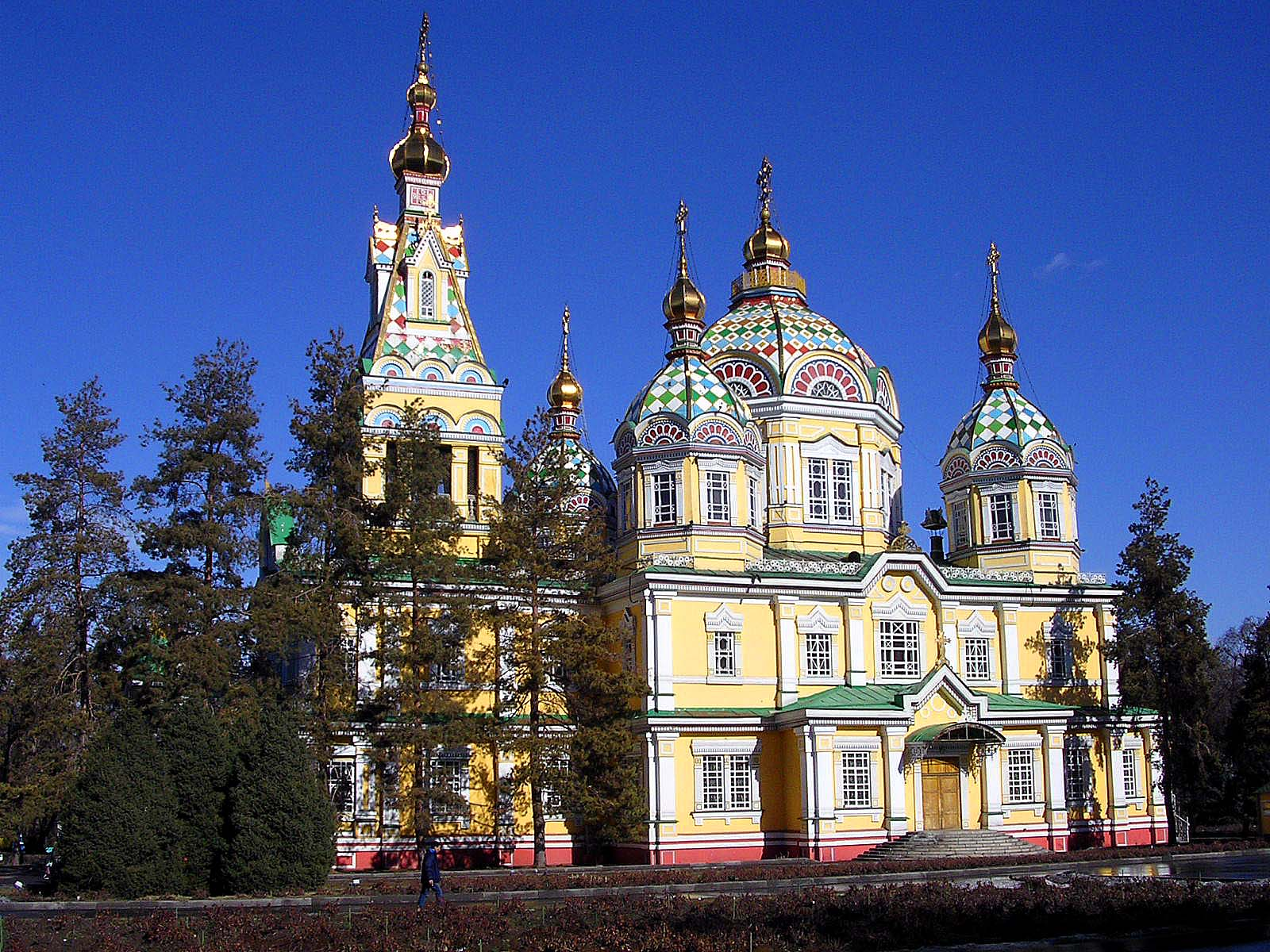
Вознесенский кафедральный собор
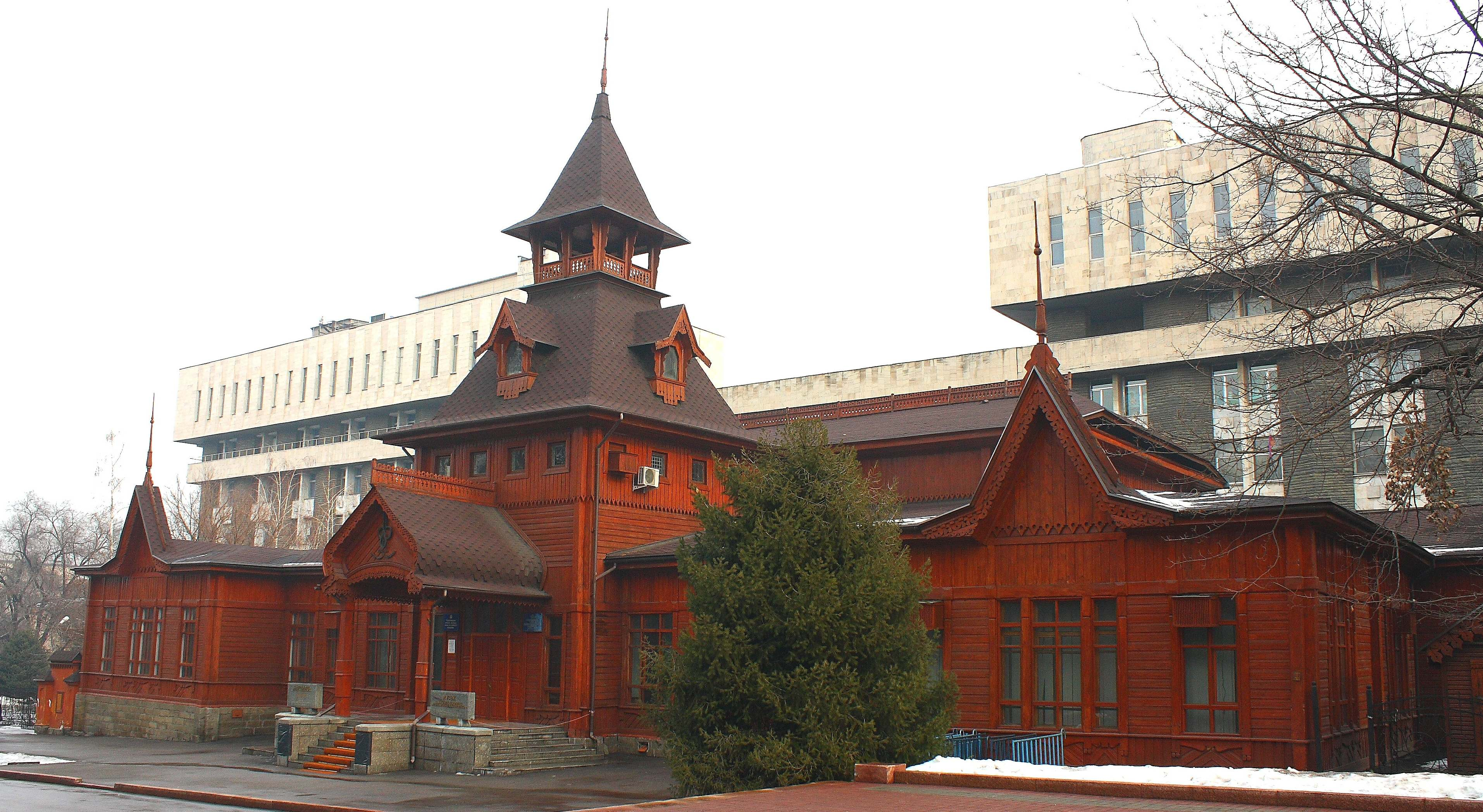
Музей музыкальных инструментов имени Ыкыласа

Вознесенский кафедральный собор русской православной церкви расположен в центре парка. Это уникальное деревянное строение имеет высоту 54 метра. Авторами проекта являются талантливый архитектор Константин Аркадьевич Борисоглебский и С. К. Тропаревский (1898—1902), построен инженером-строителем А. П. Зенковым и военным инженером Н. И. Степановым. Место под строительство было освящено 26 сентября 1903 года туркестанскими епископами Паисием и Дмитрием, наречено во имя Вознесения Господня. Торжественная закладка состоялась 26 сентября 1904 года к 50-летию города Верного, в честь этого в основание горнего места положена мемориальная доска. Освящение после строительства совершено 30 июля 1907 года. Построенное в 1904—1907 годах, оно выдержало десятибалльное землетрясение 1911 года и все последующие. С 1929 по 1995 годы здание храма использовалось как музей. После его возвращения Русской православной церкви (май 1995 года) и реставрационных работ (1997 год) были возобновлены православные службы. Является памятником архитектуры и истории (постановление Совета Министров Казахской ССР № 38 от 26 января 1982 года — здание внесено в государственный список охраны памятников истории и культуры республиканского значения; постановление Совета Министров РК № 1182 от 25 ноября 1993 года — включено в состав Алматинского государственного историко-архитектурного заповедника).
Музей народных музыкальных инструментов имени Ыкыласа организован в 1980 году. Здание, в котором расположен музей (бывший Дом офицерского собрания), было построено в 1908 году. В фонде музея свыше 1000 единиц хранения, свыше 60 типов и разновидностей казахских народных музыкальных инструментов, которыми пользовались выдающиеся певцы-импровизаторы, поэты и композиторы Биржан-сал, Абай Кунанбаев, Ыкылас Дукенов, Кызыл жырау, Ахмет Жубанов, Кенен Азербаев и другие. В оформлении музея использованы мотивы казахских народных узоров (агаш — древо жизни, шынжара — бегущие волны, узилмес — вьющийся стебель). Является памятником архитектуры и истории. Образец деревянного зодчества. Внесено в реестр памятников истории и культуры (1979 год), включено в состав Алматинского государственного историко-архитектурного заповедника (25 ноября 1993 года).
Дом Армии (бывшее здание Окружного Дома офицеров) возведен в 1978 году по проекту архитекторов Ю. Г. Ратушного, О. Н. Балыкбаева, Т. Е. Ералиева. Расположено перед восточным входом в парк имени 28 гвардейцев-панфиловцев. Главный корпус выполнен в монолитном железобетонном каркасе с кирпичным заполнением стен. Перекрытия зрительного зала — шатрового типа. Протяжённый, в плане изогнутый фасад четырёхэтажного здания отличается строгим ритмом вертикальных пилонов, венчаемых вверху аттиковым этажом. Фасад сквозного прохода через здание к Вечному огню мемориала Славы оформлен из чеканной меди, расположенным над беломраморной колоннадой. Сочетание цветов — белого ракушечника аттикового этажа с черными прожилками камня-плитняка − придаёт зданию торжественный и праздничный вид. В отделке интерьеров широко использованы камень, алюминий, декоративные пластмассы, синтетические материалы, кожа и другие материалы. Является памятником архитектуры. Внесён в реестр памятников республиканского значения (постановление Кабинета министров Казахской ССР № 10 от 28 октября 1991 года). Здание также включено в состав Алматинского государственного историко-архитектурного заповедника (25 ноября 1993 года).

## Памятники

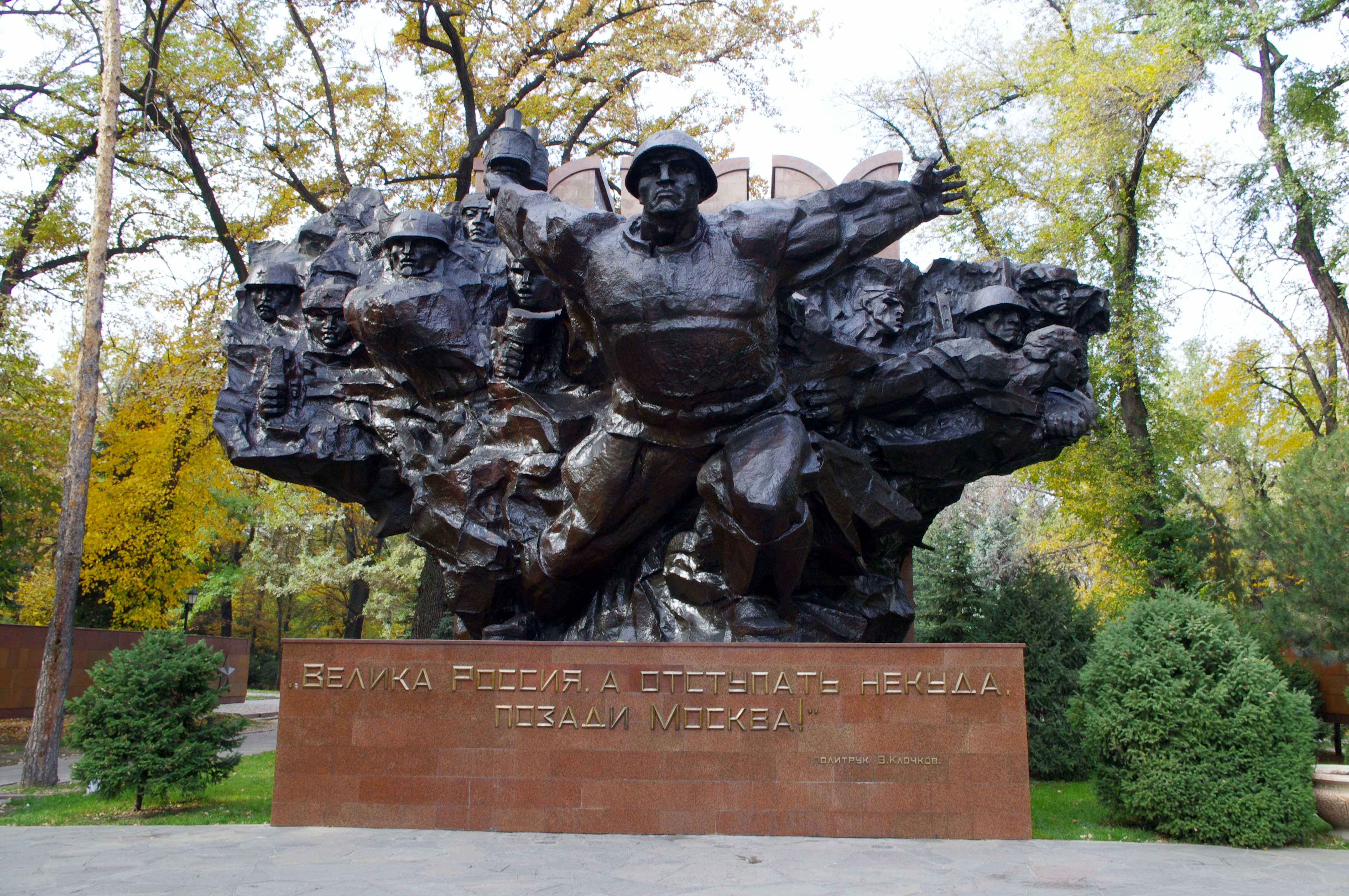
Основная часть Мемориала Славы «Подвиг».
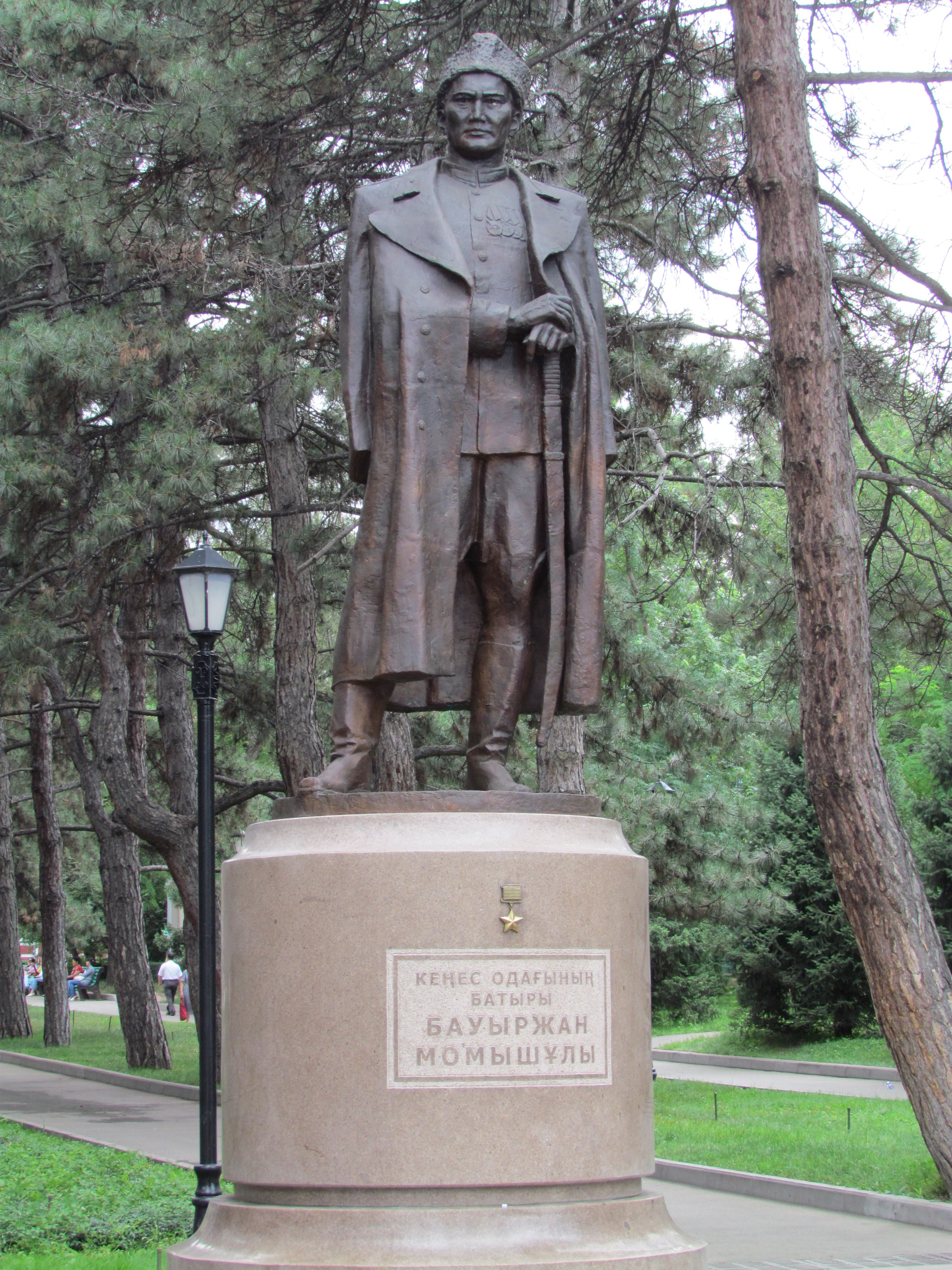
Памятник Бауыржану Момыш-улы.

### Мемориал Славы
Мемориал Славы был сооружён в 1975 году к 30-летию Победы в парке 28 гвардейцев-панфиловцев с восточной стороны, в том же году зажжён Вечный огонь. Открытие мемориального комплекса из четырёх частей состоялось 8 мая 1975 года. Первая часть — горельеф «Клятва» (с левой стороны) — посвящена юным борцам за Советскую власть в Казахстане. Центральная часть триптиха — «Подвиг» — запечатлела образы героев-панфиловцев, грудью защищавших Москву. Справа композиция «Трубящие славу», которая придаёт всему мемориалу оптимистическое звучание, её образы воплощают гимн торжествующей жизни. У Вечного огня — массивные кубы из лабрадорита, под которыми замурованы капсулы с землёй, доставленной из городов-героев. Является памятником искусства, архитектуры и истории (внесён в реестр 20 апреля 1980 года), включён в состав Алматинского государственного историко-архитектурного и мемориального заповедника (постановление Совета Министров Республики Казахстан № 46 от 25 ноября 1993 года).

### Памятник Бауыржану Момыш-улы
Памятник Бауыржану Момыш-улы был открыт 10 декабря 2010 года с северной стороны парка. Авторами монумента выступили казахстанский скульптор Нурлан Далбай и архитектор Расул Сатыбалдиев. Общая высота монумента составляет шесть метров. Фигура Бауыржана Момыш-улы исполнена в полный рост из бронзы, постамент — из гранита.

### Памятник Ивану Панфилову

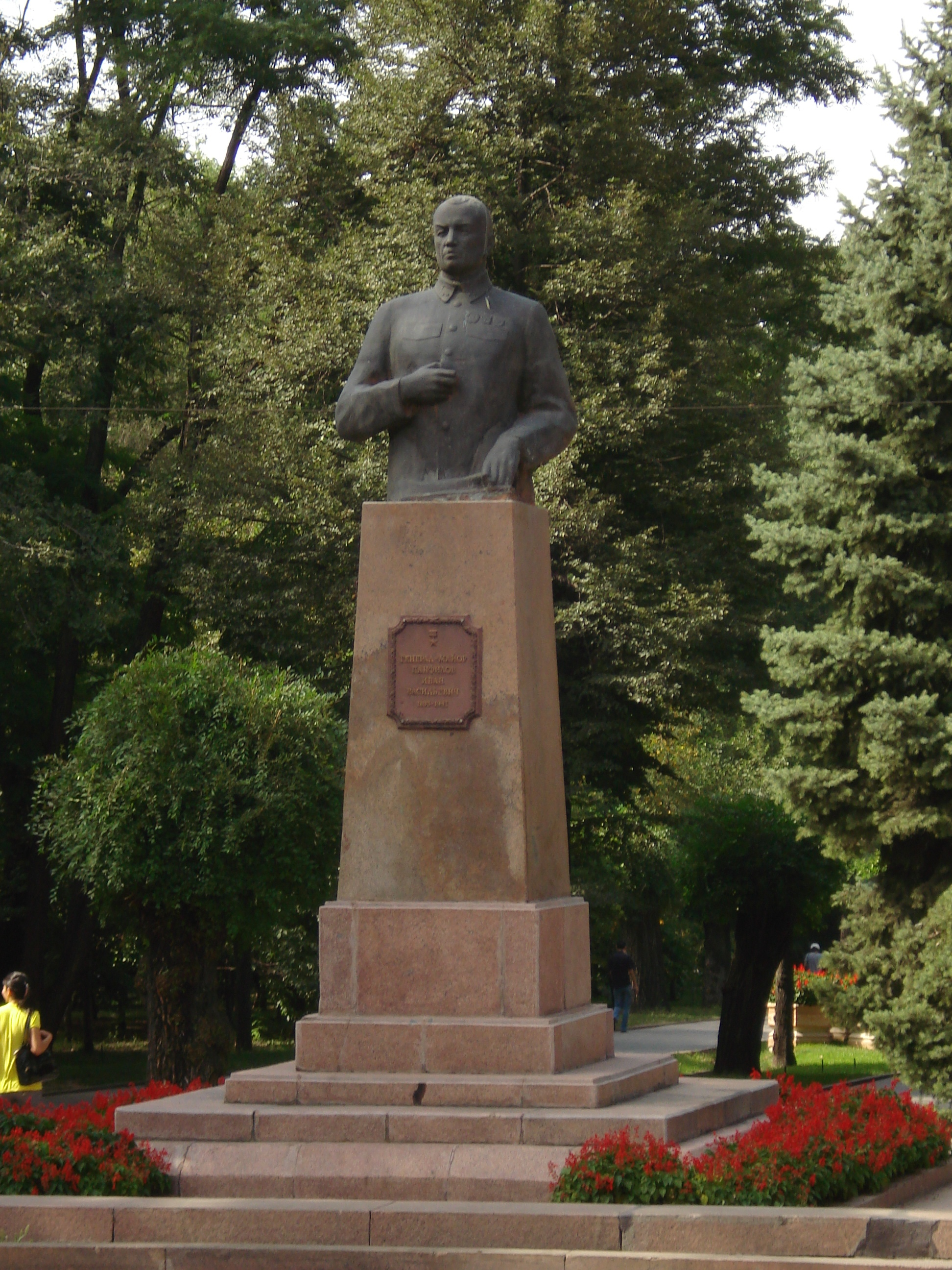
Памятник Панфилову

Памятник Ивану Панфилову установлен в 1968 году. Расположен на южной стороне парка. Авторы — скульптор Б. А. Тулеков, архитектор Т. К. Басенов. Памятник-бюст отлит из бронзы. Высота — 2 метра, постамент прямоугольный из серого гранита.
Памятник расположен у пересечения улицы Казыбек би и проспекта Достык, который начинается непосредственно от парка. За памятником начинается аллея героев-панфиловцев, которая пересекает весь парк. В центре аллеи установлены гранитные тумбы по обе стороны которых указаны имена 28-ми гвардейцев панфиловцев.
Монумент расположен на пятиступенчатом стилобате, из розового обработанного гранита. На лицевой стороне постамента установлена мемориальная доска с годами жизни, имени, фамилии и званием Героя Советского Союза генерал – майора И.В. Панфилова. Общая высота памятника составляет 3,65 метра.
Памятник указан в государственном списке памятников истории и культуры местного значения города Алма-Аты в обновлённой редакции 2010 года.

### Памятник Токашу Бокину
Памятник Токашу Бокину установлен в 1980 году с западной стороны парка. Скульптор — Б. А. Абишев, архитектор — Ш. Е. Валиханов. Выполнен в виде бюста-памятника высотой 5 метров из серого гранита, создаёт динамичный образ Т. Бокина.
Поясная фигура революционера высечена из серого гранита. Композиция симметричная, осевая. По обеим сторонам памятника устроены ступенчатые раскрыли; на западном - надпись: «Токаш Бокин», на восточном - символ «серп и молот» и пятиконечная звезда, как символ Советской власти. Памятник установлен на одноступенчатом стилобате. Памятник ориентирован на улицу Кунаева, прямого выхода из парка к монументу нет.
Первоначально на этом месте в 1967 году, к празднованию 50-летней годовщины Октябрьской революции, был возведён небольшой бюст-памятник Токашу Бокину. Скульптором монумента выступила О. Прокопьева. Однако, с течением времени, возникла необходимость в установке нового памятника. Первая версия бюста была демонтирована в 1979 году.
Монумент указан в государственном списке памятников истории и культуры местного значения города Алма-Аты в новой редакции 2010 года.

### Памятник воинам-афганцам

Памятник воинам-афганцам

Памятник воинам-казахстанцам, погибшим в ходе гражданской войны в Афганистане в составе Ограниченного контингента советских войск, был открыт 15 февраля 2003 года рядом с Мемориалом Славы. Скульптор — Казбек Сатыбалдин, архитекторы Тохтар Ералиев и Владимир Сидоров.
Открытие памятника было приурочено к 14-й годовщине вывода советских войск из Афганистана. У подножия монумента высечены имена и фамилии 69 алма-атинцев, которые не вернулись с афганской войны. Всего в боевых действиях на территории этой центрально-азиатской страны участвовало более 22 тысяч казахстанцев.
Три бронзовые фигуры солдат возвышаются на гранитном постаменте. Полированный гранитный постамент поднят на широкую горизонтальную плоскость из четырех прямоугольных плит, символизирующую стилобат – надгробье. На нём – четыре столбца имен, выложенных рельефными бронзовыми буквами. Объёмное изображение солдатской каски поверх автомата и лавровая ветвь перед рядами списков имен завершает композицию мемориала.
Памятник указан в государственном списке памятников истории и культуры местного значения города Алма-Аты в редакции 2010 года.

## Финансирование парка
Стоимость комплекса работ, предусматривающего организацию уборки территории, содержание, эксплуатацию, ремонт и охрану объектов и элементов благоустройства, составляла:
- на 2013 год — 52 101 117,00 тенге[36]
- на 2014 год — 47 789 609,00 тенге[37]